# 小行星4625
小行星4625（英語：4625 Shchedrin）是一颗围绕太阳公转的小行星。1982年10月20日，柳德米拉·卡拉季奇在克里米亚发现了此天体。
这颗小行星的绝对星等为13.32320477313439等。